# John Gorton
Sir John Grey Gorton (Melbourne, 9 de setembro de 1911 - Sydney, 19 de maio de 2002) foi um político australiano que serviu como Primeiro-ministro da Austrália entre 1968 e 1971. Suas políticas internas, que enfatizavam centralização e nacionalismo econômico, eram frequentemente controversas em seu próprio partido e seu estilo individualista alienou muitos de seus membros de gabinete. Suas opiniões políticas variavam amplamente e eram incongruentes, embora ele seja geralmente considerado como tendo se deslocado ainda mais para a esquerda ao longo do tempo, após iniciar sua carreira parlamentar na extrema direita de seu partido. Conservadoramente, ele se opôs aos direitos indígenas à terra, se opôs a uma conversão do país para o republicanismo e às vezes apoiou fervorosamente o desenvolvimento de armas nucleares na Austrália, mas progressivamente, ele apoiou firmemente a descriminalização das drogas, igualdade LGBT e direitos reprodutivos, tendo introduzido a legislação nominalmente descriminalizando a homossexualidade na Austrália. As avaliações de seu primeiro-ministro foram mistas; embora ele seja geralmente classificado acima de Holt ou McMahon, Gorton é geralmente considerado um primeiro-ministro de transição que acabou ficando aquém de seu potencial de grandeza.